# スパイラル (フィギュアスケート)
スパイラル（Spiral）は、フィギュアスケートにおけるムーヴズインザフィールドのひとつ。

## 概要
フィギュアスケートにおけるスパイラルは、フリーレッグを腰より高い位置にキープして滑ることを言う。また、スパイラルシークエンスは、スパイラルを続けて行うことを指す。
スパイラルは、インサイドエッジかアウトサイドエッジか、前向きか後ろ向きか、フリーレッグの位置が前か横か後ろかによってポジションが区別される。なお、国際スケート連盟のルールでは、女子シングルとペアにおいてスパイラルおよびスパイラルシークエンスは必須要素となっている。エッジを巧みに使い分け難しいポジションであればあるほど評価（レベル）も高くなるが、3秒以上同じポジションをキープしなければ要素として認められない。3秒以上キープでポジションを2つか同じポジションで6秒以上キープすればコレオスパイラル（後述）と認定され得点を得られる。ペアにおいては男女ともにスパイラルを行う。
サーペンタインの軌道で行われるのが一般的であるが１つの円を描くように行なわれることもある。かつてはスパイラルステップシークエンス (略記号：SpSt)と表記されたが、2006-2007シーズンよりスパイラルシークエンス (略記号：SpSq)に変更された。
ISUジャッジングシステムでは、スパイラルシークエンスはかつては1から4のレベルという概念が取り入れられており、レベルの数値が大きいほどが高い基礎点が与えられた。この判定は技術審判によって行われ、レベルアップは、ガイドラインに沿うレベルアップの要件を満たすか、それと同等といえる工夫が見られた場合に認められる。たとえばキャッチフットやビールマンなどの難しい姿勢、スパイラルのポジションでのエッジの変更などがレベルを上げるとされた。姿勢の美しさやスピードといった点で要素の出来栄えが判定され、GOEで加点・減点の評価を受ける。
2010-2011シーズンからレベルが廃止され、コレオスパイラル（略記号：ChSp）と呼ばれるものに変更された。コレオスパイラルは2つの異なるポジションをそれぞれ3秒以上保つか、1つのポジションで6秒以上保てば認定される。要素のできばえによってGOEで加点・減点の評価を受ける点はそれまでと変わらないが、レベルがなくなった分、加点・減点の幅が大きくなった。
2012-2013シーズンからはコレオスパイラルが廃止され、コレオグラフィック・シークエンス（略記号：ChSq）と呼ばれるものに変更され、スパイラルと名の付く必須要素はフィギュアスケートから無くなった。

## スパイラルの種類
以下に挙げる主なスパイラルは競技会などで頻繁に見られるスパイラルだが、ジャンプとは違い明確な名前はなく、あくまでも通称である。
アラベスクスパイラル最も基本的なスパイラルのひとつで、フリーレッグを後方に上げ上体を前に倒してバレエのアラベスクのような姿勢で行うスパイラル。アラベスクの姿勢から手でフリーレッグの膝近辺を掴んだ状態で行う変形姿勢もあり、この変形アラベスクスパイラルをナンシー・ケリガンが得意としていたことからアメリカではケリガンスパイラルと呼ぶ。
ビールマンスパイラルフリーレッグを背中から頭上に伸ばし、手で伸ばしたフリーレッグを掴んだビールマンポジションで行うスパイラル。二重関節体質、もしくは幼少からのストレッチを行っていないと非常に難しい。
クロスグラブスパイラル左足がフリーレッグの場合は右手でフリーレッグを掴み、右足がフリーレッグの場合は左手でフリーレッグを掴むスパイラル。フリーレッグを頭上に伸ばしビールマンポジションの際にはクロスグラブビールマンスパイラルと呼ぶ。
ファンスパイラル最も基本的なスパイラルのひとつで、軸足はバックサイドエッジのままフリーレッグを腰の高さより上げて行うスパイラル。
Y字スパイラルフリーレッグを高く持ち上げ、体がアルファベットの「Y」の字に見える状態で行うスパイラル。

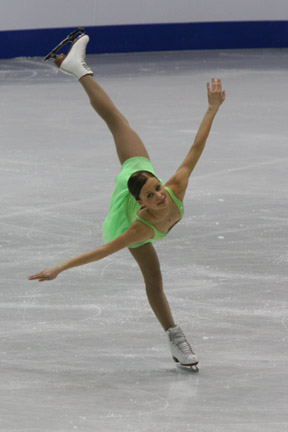
アラベスクスパイラル （ジェニー・ベヘマー）
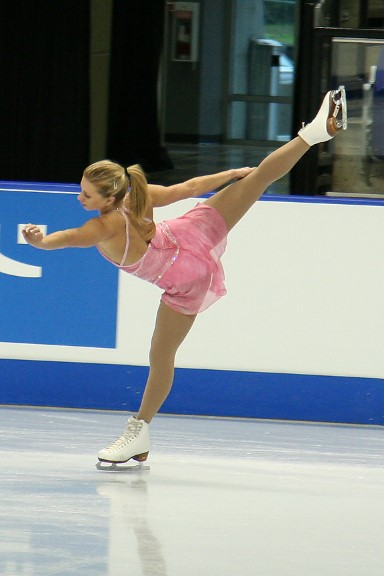
ケリガンスパイラル (ジョアニー・ロシェット）
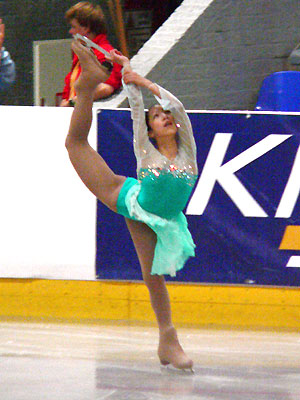
ビールマンスパイラル (水津瑠美）
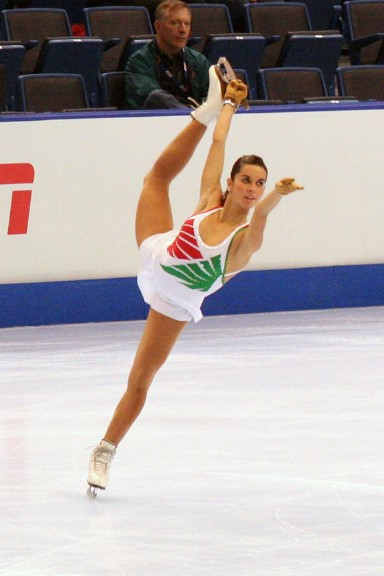
キャッチフットスパイラル (ヴァレンティーナ・マルケイ)
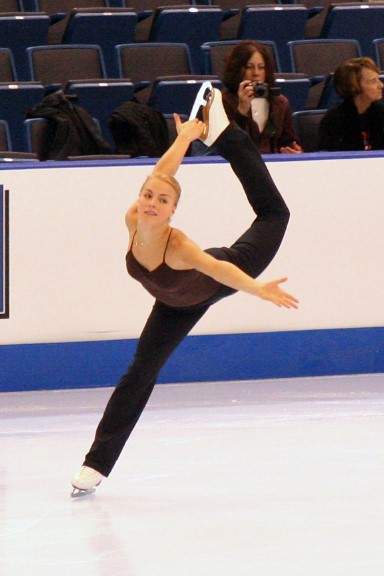
クロスグラブビールマンスパイラル （キーラ・コルピ）
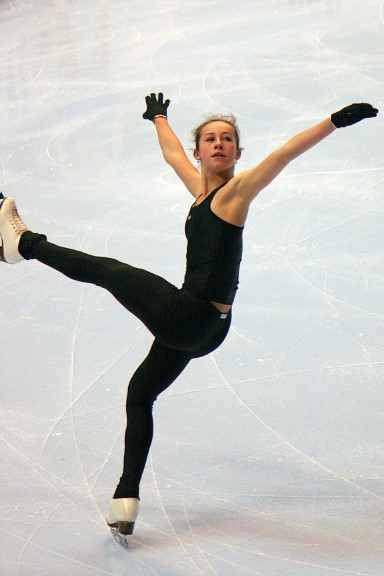
ファンスパイラル（キミー・マイズナー）
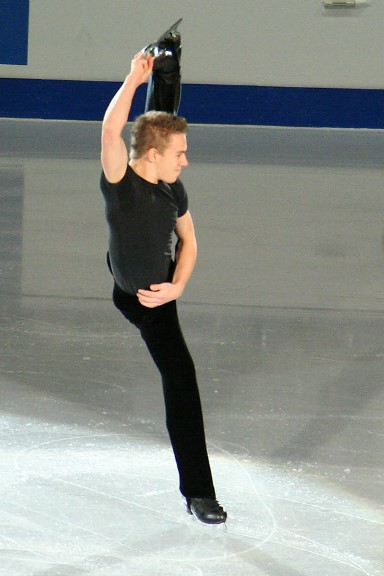
Y字スパイラル (ショーン・ソーヤー）
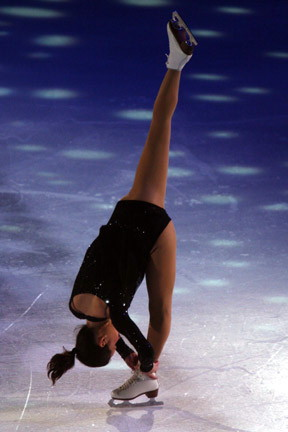
シャーロットスパイラル （サーシャ・コーエン）

## 得点
ISUジャッジングシステムにおけるスパイラルシークエンスの得点はフィギュアスケートの採点法を参照。

## その他
ペアスケーティングにデススパイラルという要素があるが全く別の技である。